# Фаткуллин, Олег Хикметович
Олег Хикметович Фаткуллин (род. 26 сентября 1933, Чишмы, Башкирская АССР) — специалист в области конструкционных материалов, доктор технических наук, действительный член Инженерной академии РФ, Академии технологических наук РФ, лауреат премии имени А. А. Бочвара (2002).

## Биография
Родился 26 сентября 1936 года на станции Чишмы Башкирии.
В 1958 году — окончил металлургический факультет Московского института стали и сплавов, специальность инженер-металлург.
С 1958 по 1961 годы — работа на Электростальском заводе тяжелого машиностроения (мастер, начальник смены).
С 1961 по 1965 годы — аспирантура и работа ассистентом в МИСиС.
В 1964 году — защита кандидатской, а в 1980 году — докторской диссертации.
С 1965 года по настоящее время — работа во Всероссийском институте легких сплавов, где прошел путь от ведущего инженера до заместителя генерального директора ВИЛСа и заместителя директора Научного центра ВИЛСа.
С 1982 по 1993 годы — работает профессором Московского авиационного технологического института, кафедра «Порошковые композиционные материалы и защитные покрытия».
С 1994 года по настоящее время — работает заведующим кафедрой «Материаловедение» Московского авиационного института.

### Научная и общественная деятельность
Известный специалист в области конструкционных материалов (жаропрочных сплавов на основе никеля и сталей), технологических процессов выплавки и порошковой металлургии изготовления из них полуфабрикатов и изделий.
Создатель нового научного направления и школы по высокоскоростной кристаллизации и получению дисперсных структур, оптимизации строения и механических свойств сложнолегированных никелевых сплавов за счет применения методов гранулирования и модифицирования в сочетании с рациональным легированием и термомеханической обработкой.
Под его руководством разработаны новые дисковые гранулируемые порошковые сплавы, имеющие наилучшие физико-механические характеристики, серийный выпуск изделий из которых нашел широкое применение в газотурбинных двигателях пассажирских и военных самолетов новых поколений (Ил-96, Ил-76, Ил-114, Ту-204, МиГ-29, МиГ-31 и др.), в ракетных системах, в энергетике, в нефтегазовой промышленности.

Разработчик ряда новых технологических процессов плавки, успешно внедренных в производство. Это и внепечное вакуумирование шарикоподшипниковых сталей и получение слитков жаропрочных сплавов малого диаметра в вакуумных индукционных печах большой емкости для дальнейшего их распыления на гранулы, электронно-лучевая выплавка слитков из жаропрочных сплавов для последующей деформации (совместно с ИЭС имени Е. О. Патона), вакуумно-дуговой двухэлектродный переплав и др.
Соавтор более 350 научных трудов, 12 монографий, более 60 изобретений.
Член специализированных советов ИМЕТ, МАИ и ВИЛС, член Научного Совета по проблеме «Порошковая металлургия».

Член редколлегий журналов «Сталь», «Порошковая металлургия», «Технология легких сплавов», «Проблемы специальной электрометаллургии», «Реферативного журнала».

## Награды
- Заслуженный деятель науки Российской Федерации (2000) — «за заслуги в научной деятельности» (Указ Президента РФ от 26.12.2000 N 2088 «О награждении государственными наградами Российской Федерации»)
- Премия имени  А. А. Бочвара (за 2002 год, совместно с Г. Б. Строгановым, О. А. Кайбышевым) — за монографии «Сверхпластичность при обработке материалов под давлением» и «Сверхпластичность и износостойкость в машиностроении»[1]